# Avinyonet de Puigventós
Avinyonet de Puigventós ist ein Ort und eine Gemeinde (municipi) mit 1.684 Einwohnern (Stand: 2024) in der Provinz Girona in der Autonomen Region Katalonien. Sie liegt in der Comarca Alt Empordà.

## Lage
Der Ort Avinyonet de Puigventós liegt in einer Höhe von etwa 70 Metern ü. d. M. in der Nähe einer ca. 132 Meter hohen natürlichen Erhebung (Puig Ventós) etwa 31 Kilometer (Fahrtstrecke) südlich des spanisch-französischen Grenzorts Le Perthus in unmittelbarer Nachbarschaft zur katalanischen Stadt Figueres. Die Provinzhauptstadt Girona ist weitere 47 Kilometer in südlicher Richtung entfernt.

## Bevölkerungsentwicklung
| Jahr      | 1960 | 1970 | 1981 | 1990 | 2000 | 2014  |
| Einwohner | 411  | 369  | 356  | 391  | 618  | 1.581 |

Im 19. Jahrhundert hatte die Gemeinde meist um die 650 Einwohner. Die Reblauskrise im Weinbau und die Mechanisierung der Landwirtschaft führten in der ersten Hälfte des 20. Jahrhunderts zu einem Verlust von Arbeitsplätzen und zu einem kontinuierlichen Absinken der Einwohnerzahlen bis auf die Tiefststände in den 1970er und 1980er Jahren. Das Wiederansteigen der Bevölkerungszahlen ist auf die insgesamt positive wirtschaftliche Entwicklung in Katalonien zurückzuführen.

## Wirtschaft
Landwirtschaft und Weinbau bilden die Haupterwerbszweige der Einwohner. Seit den 1960er Jahren hat sich der Tourismus zu einem wesentlichen Bestandteil der Wirtschaft entwickelt.

## Geschichte
Einige neolithische Kleinfunde wurden auf dem Gemeindegebiet gemacht; aus römischer Zeit stammen die Überreste eines Landgutes (villa rustica). In Urkunden des 10. Jahrhunderts hieß der Ort Sant Esteve de Manibulo oder Sant Esteve de Manol; der heutige Name Avinyonet findet sich erst in Dokumenten der Grafschaft Besalú aus den Jahren 1090 und 1107. Zwei Jahrzehnte später (1128) wurden der Ort und seine Burg von den Grafen von Empúries erobert. Eine päpstliche Bulle aus dem Jahr 1176 bestätigte die Zugehörigkeit der Kirche Sant Esteve d’Avinyó zur etwa fünf Kilometer nordöstlich gelegenen Abtei Santa Maria de Vilabertran.

## Kultur und Sehenswürdigkeiten

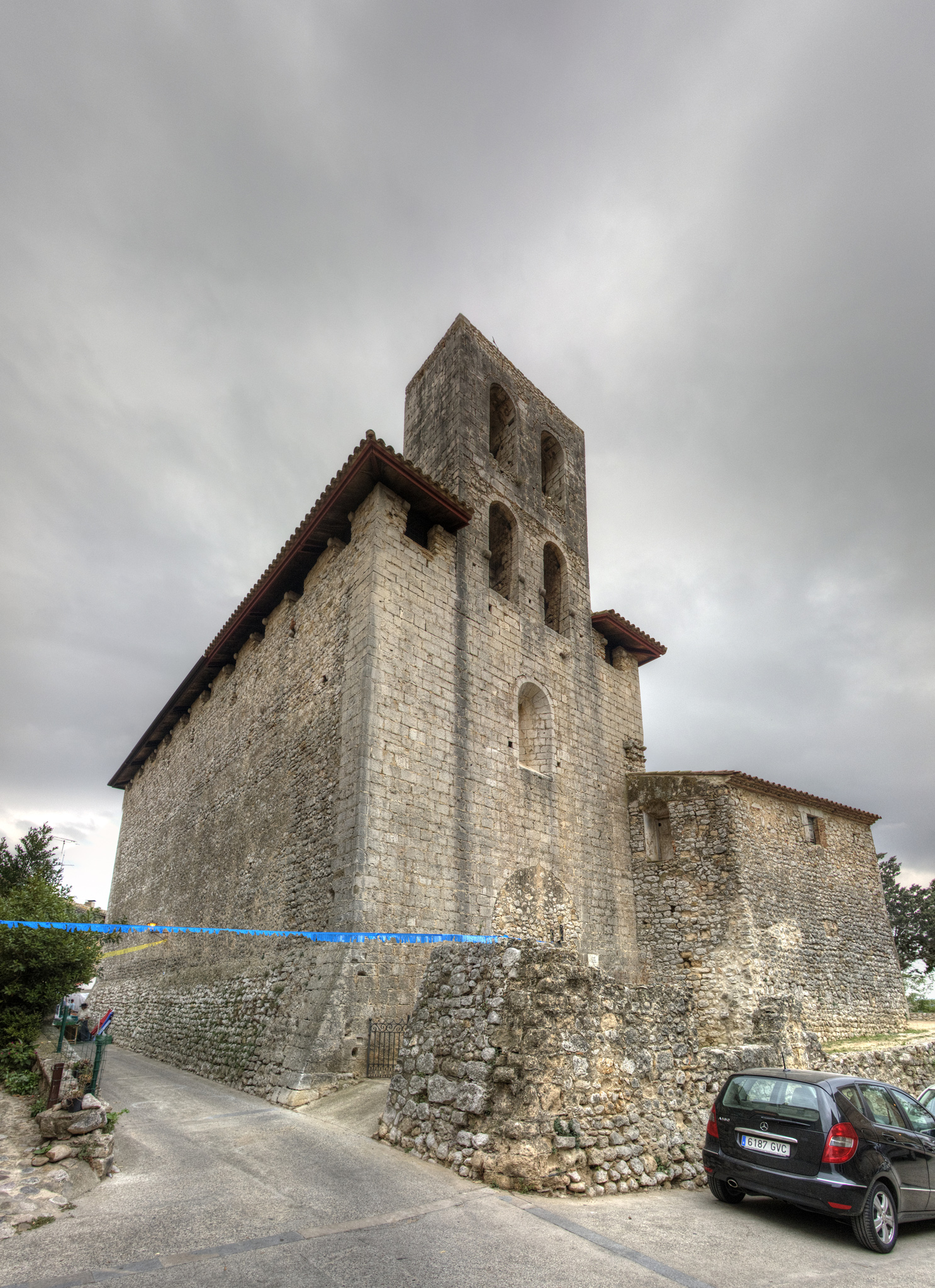
Església de Sant Esteve

- Die einschiffige örtliche Pfarrkirche (Església de Sant Esteve) war ursprünglich ein romanischer Bau des 11. oder 12. Jahrhunderts; sie wurde jedoch im 15. Jahrhundert zu einer Wehrkirche mit einer geböschten Sockelzone, einem Wehrgang unterhalb der Dachtraufe und nahezu fensterlosen Mauern umgebaut – wegen seines burgartigen Erscheinungsbildes und seiner Lage innerhalb eines ehemaligen Kastells einer Kommende des Templerordens wird der in Bau auch häufig als Castell bezeichnet. Abweichend von der üblichen Orientierung einer mittelalterlichen Kirche befindet sich der Eingang im Osten und der Altar im Westen.
- Unmittelbar neben der Kirche stehen noch Reste der alten Kommende-Gebäude.
- Etwa einen Kilometer südlich des Ortes steht die ursprünglich romanische, jedoch im 17. Jahrhundert umgebaute Kapelle der Ermita de Santa Eugènia mit einem einfachen Glockengiebel (espadanya).
- Ebenfalls außerhalb befinden sich die massiven Grundmauern eines bislang nicht identifizierten Bauwerks (El Castellot), bei dem es sich um einen Außenposten der Templerburg gehandelt haben könnte.
- In der Umgebung befinden sich mehrere Steinhütten aus Trockenmauerwerk (cabanas), die zumeist als Unterstand von Wächtern kurz vor der Weinlese dienten; später mögen auch Schäfer die Bauten genutzt haben.

## Städtepartnerschaft
- Avignonet-Lauragais, Midi-Pyrénées, seit 31. Mai 1997